# 花山テレビ中継局
花山テレビ中継局（はなやまテレビちゅうけいきょく）は、宮城県栗原市の旧花山村地域にあるテレビ中継局。現在はアナログテレビ中継局が設置されているが、2009年12月25日にデジタルテレビの中継局が開局した。

## 所在地
- 栗原市花山草木沢字倉道山（淵牛館山）

## 中継局概要

### デジタル放送
| リモコンキーID | 放送局名          | チャンネル | 空中線電力 | ERP   | 放送対象地域 | 放送区域内世帯数 |
| 1              | TBC東北放送       | 44ch       | 50mW       | 620mW | 宮城県       | 約200世帯        |
| 2              | NHK仙台教育テレビ | 40ch       | 50mW       | 620mW | 全国         | 約200世帯        |
| 3              | NHK仙台総合テレビ | 42ch       | 50mW       | 620mW | 宮城県       | 約200世帯        |
| 4              | MMT宮城テレビ放送 | 48ch       | 50mW       | 620mW | 宮城県       | 約200世帯        |
| 5              | KHB東日本放送     | 50ch       | 50mW       | 620mW | 宮城県       | 約200世帯        |
| 8              | OX仙台放送        | 46ch       | 50mW       | 620mW | 宮城県       | 約200世帯        |

- 2009年10月20日に予備免許交付、11月下旬から12月24日まで試験放送実施、12月24日に本免許交付、12月25日から本放送開始。

### アナログ放送
| 放送局名          | チャンネル | 空中線電力           | ERP                 | 放送対象地域 | 放送区域内世帯数 |
| TBC東北放送       | 51ch       | 映像500mW /音声125mW | 映像6.3W /音声1.55W | 宮城県       | 不明             |
| OX仙台放送        | 53ch       | 映像500mW /音声125mW | 映像6.3W /音声1.55W | 宮城県       | 不明             |
| MMT宮城テレビ放送 | 55ch       | 映像500mW /音声125mW | 映像6.3W /音声1.55W | 宮城県       | 不明             |
| KHB東日本放送     | 57ch       | 映像500mW /音声125mW | 映像6.3W /音声1.55W | 宮城県       | 不明             |
| NHK仙台総合テレビ | 59ch       | 映像500mW /音声125mW | 映像6.3W /音声1.55W | 宮城県       | 不明             |
| NHK仙台教育テレビ | 61ch       | 映像500mW /音声125mW | 映像6.3W /音声1.55W | 全国         | 不明             |

- 当初、全国一斉の2011年7月24日で廃止となる予定だったが、同年3月11日に発生した東北地方太平洋沖地震(東日本大震災)の影響により、アナログ波停波が、2012年3月31日まで延期された。

## 放送エリア
- 仙台本局からの電波が届きにくい栗原市花山地区をカバーしている。